# Epithele citrispora
Epithele citrispora är en svampart som beskrevs av Boidin, Lanq. & Gilles 1983. Epithele citrispora ingår i släktet Epithele och familjen Polyporaceae.   Inga underarter finns listade i Catalogue of Life.